# Бодоницский маркизат
Маркграфство или маркизат Бодоницы (греч. Μαρκιωνία/Μαρκιζᾶτον τῆς Βοδονίτσας) — государство крестоносцев, возникшее в Средней Греции после четвёртого крестового похода. Его центром была Водоница (Боудоница) в области Фтиотида — нынешняя Менденица в 180 км к северу от Афин.

## История
Осенью 1204 года король Фессалоник Бонифаций I Монферратский передал Гвидо Паллавичини в качестве маркграфства для охраны стратегически важного горного Фермопильского прохода.
В 1224 году Фессалоники были захвачены Эпирским царством, возглавляемым Фёдором I Ангелом, в дальнейшем попытавшимся отвоевать и Водоницу. Только с помощью соседних латинских правителей и княжества Ахайи Гвидо удалось удержать своё владение, в 1248 году уже ставшее вассалом Ахайи.
Маркизат к тому времени было самым северным анклавом, удерживаемых латинянами владений в Греции: к северу и западу от Водоницы находились уже византийско-греческие Эпир и Фессалоники, на юге и востоке лежали находившиеся во владении итальянцев Афинское герцогство и Эвбея (Негропонте).
Государство смогло пережить нашествие наёмников Каталонской кампании в 1311 году, чьи предводители в итоге стали правителями Афин. Для сохранения своей власти, правители Бодоницы уступили им город Ламия и вместе с выплатой дани стали их вассалами, к 1380—1381 году среди 18 вассалов они уступали только графству Салона и правившему юго-восточной Фессалией графу Демитре.
После 1311 года власть в государстве находилась у двух венецианских семей: Корнаро (до 1335 года) и Зорци, правивших вплоть до 1414 года. В этот год османские турки, которым с 1393 года уже отправлялась дань, захватили территорию маркизата, впрочем этот титул использовался и в дальнейшем.

## Правители

### Паллавичини
Фома унаследовал маркграфство после спора со вдовцом Изабеллы, являясь внуком брата Гвидо Паллавичини — Рубино.
- 1204—1237 Гвидо
- 1237—1278 Убертино
- 1278—1286 Изабелла
  - 1278—1286 (?) Антонио ле Фламенк, супруг (предположительно)
- 1286 — ???? Фома
- ???? — 1311 Альберто
  - 1311—1323 Мария далле Карчери, жена
  - 1312—1323 Андреа Корнаро, супруг
- 1311—1358 Гульельма
  - 1327—1334 Бартоломмео Дзаккариа, супруг

### Зорци
Первый из Зорци был супругом Гульельмы.
- 1335—1345 Николай I
- 1345—1388 Франциско
- 1388—1410 Якоб
- 1410—1411 Николай II
- 1411—1414 Николай III